# Bottle
Bottle是一个用于Python编程语言的WSGI微web框架。它被设计为快速、简单和轻量的，可以容易的和快速的开发web应用。它被作为一个单一文件模块发行，不依赖于其他的Python标准库。同一个模块可运行于Python 2.7和3.x。
它提供了具有URL参数支持的请求分派（路由）、模板、内建web服务器和对很多第三方WSGI/HTTP服务器和模板引擎的适配器。

## 特征
- 单一文件可以运行于Python 2.7和3.x二者。
- 可以运行为独立web服务器或用在（“挂装”）支持WSGI的任何web服务器之后。
- 内建了叫做SimpleTemplate引擎的模板引擎。
- 支持JSON客户端数据（对于REST和JavaScript客户端）。
- 对数据库和键/值存储和其他特征的插件[5]。

## 例子
简单的Hello World!程序：
```
from
 
bottle
 
import
 
route
,
 
run
,
 
template

@route
(
'/hello/<name>'
)

def
 
index
(
name
):

    
return
 
template
(
'<b>Hello {{name}}</b>!'
,
 
name
=
name
)

run
(
host
=
'localhost'
,
 
port
=
8080
)

```

## 引用
1. ↑  . 2023年3月4日  [2023年3月8日].
2. ↑  .   [2021-03-12]. （原始内容存档于2020-12-02）.
3. ↑  .   [2021-03-12]. （原始内容存档于2014-06-04）.
4. ↑  .   [2021-03-12]. （原始内容存档于2021-05-17）.
5. ↑  .   [2021-03-12]. （原始内容存档于2015-09-09）.